# خداداد رضاخانی
خداداد رضاخانی (زادهٔ ۱۳۵۵) تاریخ‌دان و تاریخ‌نگار دوران باستان متأخر ایران، آسیای غربی و مرکزی، پژوهشگر و استاد تاریخ مؤسسه مطالعات ایران و خلیج فارس در دانشگاه پرینستون است.

## زندگی و تحصیلات
خداداد رضاخانی در سال ۱۳۵۵ در تهران زاده شد و تحصیلات ابتدایی و متوسطهٔ خود را در ایران و اروپا گذراند. او سپس برای انجام تحصیلات دانشگاهی به ایالات متحده رفت و پس از دریافت مدرک کارشناسی با بازگشت به بریتانیا مدرک کارشناسی‌ ارشد خود را در رشتهٔ تاریخ از مدرسهٔ اقتصاد لندن دریافت کرد. رضاخانی پس از آن دوباره به ایالات متحده بازگشت و در سال ۲۰۱۰ دکترای تاریخ اواخر باستان ایران را از دانشگاه کالیفرنیا در لس‌آنجلس دریافت کرد. او در سال‌های پس از دریافت مدرک دکترا به عنوان پژوهشگر در مدرسه اقتصاد لندن و بنیاد همبولدت در دانشگاه آزاد برلین کار کرده‌است.